# 獸懶屬
獸懶屬為已滅絕的巨爪地懶科地懶，生存於更新世時期的巴西。本屬目前僅包含一種，即黃金獸懶。

## 發現歷史
2005年，於巴西迪亞曼蒂納高地國家公園藍湖洞內發現了幾乎完整的獸懶屬化石，於洞穴內也發現了其他已滅絕的地懶物種Australonyx，並在之後由米納斯吉拉斯州天主教大學的卡斯托·卡蒂（Castor Cartelle）發表命名。

## 描述
獸懶屬的化石保存十分完整，包含了一頭未成年個體，推測其體長約3（9.8英尺）、體高約1（3.3英尺），體重可達半噸。與其他地懶相同，獸懶屬具有粗壯的身體及四肢，且均具有長爪，在外表上與巨爪地懶屬十分類似。不過與巨爪地懶不同的是，獸懶具有相較短而高的頭部，且具有背側較突出的額骨。顴弓較寬大，尤其是額突部分，而淚骨則較狹窄，呈刀片狀，朝向斜前外。犬齒扁而彎曲，橫截面呈橢圓形。肱骨具有不明顯的三角肌胸嵴，而股骨具有位於遠端的大粗隆。尾椎的形狀意味著牠們的尾巴呈背腹側扁平狀。

## 古生物學
獸懶屬為大型緩慢的地懶，透過尖銳的爪子來防衛掠食者。牠們扁平的尾巴意味著牠們可能具有不差的游泳能力。獸懶屬屬於植食性，以各種植物為食。